# University of Texas at Arlington

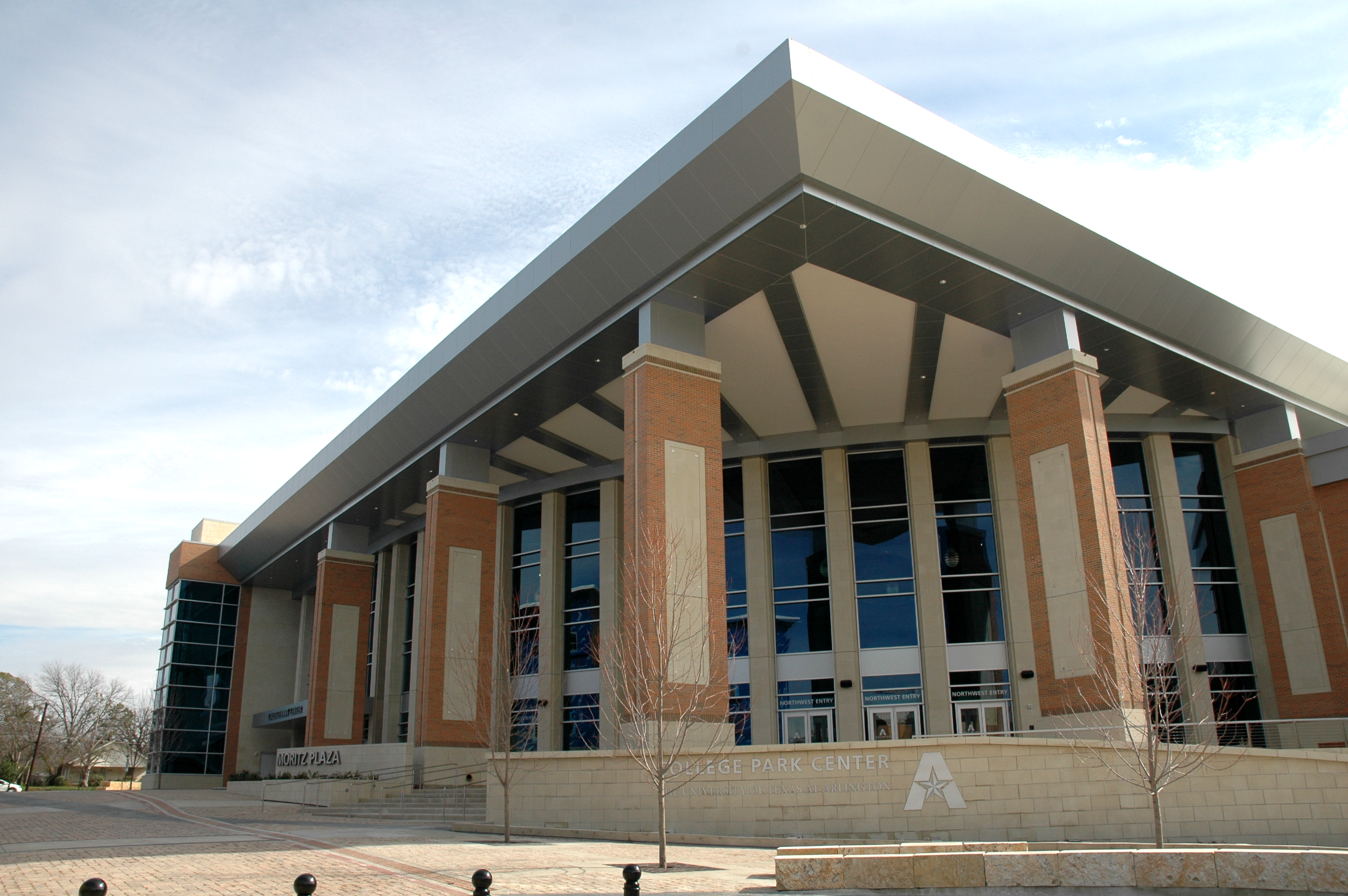
University of Texas at Arlington, College Park Center (2012)

Die University of Texas at Arlington (auch UT Arlington oder UTA genannt) ist eine staatliche Universität in Arlington und liegt im Dallas-Fort-Worth-Metroplex.
Mit 48.072 eingeschriebenen Studierenden (2020) war sie nach der UT Austin die zweitgrößte Hochschule des University of Texas Systems und vor der University of North Texas die größte in der Region.

## Geschichte
Die Universität wurde 1895 als Arlington College gegründet. Sie wurde über die Jahre mehrmals umbenannt und in verschiedene System integriert, u. a. in Carlisle Military Academy (1902), Arlington Training School (1913), Arlington Military Academy (1916), North Texas Agricultural College (1923) und Arlington State College (1949).
Am 23. April 1965 wurde sie Teil des University of Texas System und nahm 1967 ihren heutigen Namen an.
Von 1972 bis 1991 stieg die Anzahl der eingeschriebenen Studenten von 14.028 auf über 25.125. Im Herbst 1998 dagegen sank die Zahl der Studierenden auf 18.662, während es im Herbst 2008 wieder knapp unter 25.000 Studenten waren.
An der UTA werden rund 20 Bachelor-Studiengänge und 23 Master-Studiengänge angeboten. In 17 Fakultäten wird auch ein Doktortitel vergeben.

## Fachbereiche
Die Universität besteht aus elf Fachbereichen.
- School of Architecture (Architektur)
- College of Business Administration (Betriebswirtschaft)
- College of Education (Erziehungswissenschaft)
- College of Engineering (Ingenieurwissenschaften)
- Graduate School (Aufbaustudien)
- Honors College
- College of Liberal Arts (Kunst und Kultur)
- College of Nursing and Health Innovation (Krankenpflege und gesundheitsrelevante Innovationen)
- College of Science (Naturwissenschaften)
- School of Social Work (Sozialarbeit)
- School of Urban and Public Affairs (Öffentliche Angelegenheiten)

## Zahlen zu den Studierenden und den Dozenten
Im Herbst 2020 waren 48.072 Studierende an der UTA eingeschrieben. Davon strebten 35.064 (72,9 %) ihren ersten Studienabschluss an, sie waren also undergraduates. Von diesen waren 62 % weiblich und 38 % männlich; 13 % bezeichneten sich als asiatisch, 15 % als schwarz/afroamerikanisch, 31 % als Hispanic/Latino und 31 % als weiß. 13.008 (27,1 %) arbeiteten auf einen weiteren Abschluss hin, sie waren graduates. Es lehrten 1.752 Dozenten an der Universität, davon 1.093 in Vollzeit und 659 in Teilzeit.
2008 waren es 24.888 Studierende und 1.350 Dozenten gewesen.

## Sport
Die Sportteams der UTA nennen sich seit 1971 Mavericks und haben mit dem 1980 gegründeten Team der Dallas Mavericks keine Verbindung. Zu den vertretenen Sportarten gehören Baseball, Basketball, Tennis, Golf, Track und Volleyball.
Die Hochschule ist seit 2022 Mitglied der Western Athletic Conference.
Die Basketball- und Volleyball-Teams der UTA tragen ihre Spiele regelmäßig in der Texas Hall aus, das eigentlich ein Theater auf dem Campus ist. Es bietet 4.200 Plätze im unteren Zuschauerraum und auf der Tribüne, während das Spiel auf der Bühne ausgetragen wird.
Ursprünglich gab es auch eine Football-Mannschaft, die ihre Spiele im Maverick Stadium austrug, die jedoch 1985 wegen zu hoher Kosten und mangelnder Besucher aufgelöst wurde. Das Stadion wird heute von dem Fußball-Team der Frauen und für Golf verwendet.

## Persönlichkeiten
- Kalpana Chawla (1961 oder 1962–2003), Astronautin des verunglückten Space Shuttle Columbia
- Gen. Tommy Franks (* 1945), ehemaliger Commander-in-Chief
- Roland Fryer (* 1977), Ökonom und Hochschullehrer (Harvard), BA an der UTA 1998
- Lauren Lane (* 1961), Schauspielerin, Bachelor an der UTA
- Lou Diamond Phillips (* 1962), Schauspieler und Regisseur, BA an der UTA 1985
- Douglas Russell (* 1946), Schwimmer, Goldmedaillengewinner bei den Olympischen Sommerspielen 1968